# Nodaria aesoapusalis
Nodaria aesoapusalis är en fjärilsart som beskrevs av Walker 1858. Nodaria aesoapusalis ingår i släktet Nodaria och familjen nattflyn. Inga underarter finns listade i Catalogue of Life.